# Bandeira do Kuwait
A bandeira do Kuwait foi adotada em 7 de setembro de 1961, e oficialmente elevada em 24 de novembro de 1961.
O significado das cores vem de um poema de Safie Al-Deen Al-Hali
- Branco por nosso trabalho
- Preto por nossas lutas
- Verde por nossas casas de primavera
- Vermelho por nosso passado.

Regras para pendurar e elevar a bandeira:
- Horizontalmente: A faixa verde deve estar no topo.
- Verticalmente: A faixa verde deve estar no lado direito da bandeira.

## Bandeiras históricas

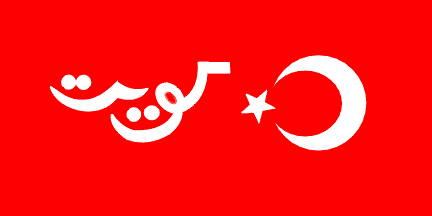
1899-1909
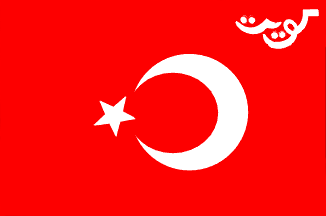
1909-1915
1915-1956
1915-1956 (versão alternativa)